# Liste der Einträge im National Register of Historic Places im Rockwall County
Die Liste der Registered Historic Places im Rockwall County führt alle Bauwerke und historischen Stätten im texanischen Rockwall County auf, die in das National Register of Historic Places aufgenommen wurden.

## Aktuelle Einträge
| Lfd. Nr. | Name                                 | Bild | Datum der Eintragung | Adresse/Lage    | Ort        | ID       | Beschreibung |
| -------- | ------------------------------------ | ---- | -------------------- | --------------- | ---------- | -------- | ------------ |
| 1        | First Methodist Church of Rockwall   |      | 11. Juli 2007        | 303 E. Rusk     | Rockwall   | 07000691 |              |
| 2        | Royse City Lodge No. 663 A.F. & A.M. |      | 28. Okt. 1994        | 102 S. Arch St. | Royse City | 94001242 |              |